# Entrepôts de VR
Les entrepôts de VR (en finnois : VR:n makasiinit) étaient un groupe de bâtiments ferroviaires situés dans le quartier de Kluuvi à Helsinki en Finlande.

## Présentation
Les entrepôts de VR-Yhtymä étaient un groupe d’entrepôts qui faisaient partie de la gare de marchandises de Töölö (fi) le long de Mannerheimintie en face du Palais du Parlement de Finlande, approximativement sur le site de l'actuelle maison de la musique d'Helsinki et de la place Kansalaistori.
Les entrepôts conçus par Bruno Granholm ont été construits en 1898-1899, puis agrandis et réparés à plusieurs reprises.
La compagnie VR-Yhtymä a deplacé ses installations de marchandises à Pasila en 1988, après quoi les locataires ont rejoint les entrepôts de Pasila.
En 2002, il a été décidé de démolir les entrepôts pour faire place à la Maison de la musique d'Helsinki, ce qui a suscité beaucoup d’opposition. En mai 2006, trois jours seulement avant la démolition prévue, un incendie s'est déclaré dans les entrepôts, détruisant presque tout l'entrepôt sud. La partie restante de l’incendie dans l’aile sud des entrepôts a été démolie en 2018. À sa place, l'œuvre d'art Massa a été construite en briques rouges dans le parc de Makasiinipuisto.

## Histoire

### Conception et construction (1898-1964)
La première gare d'Helsinki a été achevée en 1862 le long de Kaivokatu.
Lorsque la ligne de Riihimäki à Saint-Pétersbourg a été achevée en 1870, la direction des chemins de fer finlandais (fi) a construit un dépôt ferroviaire pour le bois du côté de la rue Läntinen Viertotie, ou aujourd'hui Mannerheimintie, le dépôt s'est rapidement développé pour devenir le dépôt de marchandises de Töölö.
La voie ferrée menant à Helsinki devait initialement passer par Läntinen Viertotie, mais un autre tracé a été choisi car la Villa d'Hakasalmi se trouvait sur le tracé prévu , et aurait dû être démolie.
En 1892 Bruno Ferdinand Granholm entre à la direction des chemins de fer en tant que dessinateur et est nommé architecte la même année.
Bruno Granholm a conçu un entrepôt à deux ailes en 1898 et il a choisi la brique comme matériau au lieu du bois , ce qui pourrait être dû à la grande taille des entrepôts ou au fait qu'il souhaitait les rendre présentables, durables et ignifuges.
Au total, 630 000 de briques ont été amenés à Helsinki pour la construction.
Des auvents ont été réalisés pour les quais de chargement, qui ont été rénovés dans les années 1950,.
Les quais étaient placés au même niveau que les trains, ce qui facilitait le chargement.
Les bureaux administratifs et les douanes étaient placés aux extrémités des bâtiments, et ils étaient décorés, entre autres, d'avant-toits et d'ornements placés au faîte du toit.
Une fois les entrepôts terminés, l'entrepôt situé en bordure de Rautatientori a été démantelé.
L'entrepôt nord était réservé aux marchandises entrantes et l'entrepôt sud aux marchandises sortantes.
L'entrepôt nord a été agrandi selon le plan de Bruno Ferdinand Granholm en 1908 et agrandi avec une section en bois conçue par Albin Renfors en 1917.
L'extrémité sud de l'entrepôt a été achevée en 1930, et l'extrémité des bureaux de l'entrepôt nord a été surélevée d'un étage à la fin des années 1940,.
Dans les années 1950, un abri de chargement de camions a été construit reliant les extrémités ouest des entrepôts.
Fin 1964, VR construit de nouvelles cabines horizontales dans les entrepôts, rénove les bureaux, agrandit les trappes de service et change le chauffage au bois en chauffage central.
Le chemin de fer du port d'Helsinki, achevé en 1894, partait à côté des entrepôts , menant entre Pohjoinen rautatiekatu et Eteläinen rautatiekatu jusqu'à l'actuelle liaison ouest puis par le Port du sud d'Helsinki jusqu'à Eteläsatama et Katajanokka.
Plus tard, la ligne fut également étendue jusqu'au port Ouest d'Helsinki et Ruoholahti. Le dernier tronçon de la voie a été démantelé en 2009. Aujourd'hui, la piste de circulation douce Baana passe entre les rues du chemin de fer.

### Projets de démolition des entrepôts (1966-1988)
Le stockage des marchandises ferroviaires a été transféré à Pasila en 1966 et seules les améliorations indispensables ont été apportées aux entrepôts de VR.
Au cours des décennies suivantes, ils sont progressivement devenus techniquement et fonctionnellement démodés.
Les installations sociales dans les entrepôts étaient insuffisantes et le cheminot Heikki Utriainen s'en était plaint au Chancelier de la Justice en 1974 .
En 1981, les principaux délégués syndicaux se sont plaints des conditions de travail à Helsingin Sanomat.
Lors de la Conférence sur la sécurité et la coopération en Europe de 1975 , aucune marchandise n'a été déplacée dans le parc de marchandises, mais malgré des mesures de sécurité strictes, quelqu'un a réussi à mettre le feu à une voiture-lits dans le dépôt à la fin du mois de mai.
A proximité des entrepôts se trouvaient plusieurs autres bâtiments appartenant à VR, mais la plupart d'entre eux ont été démolis dans les années 1950.
Divers architectes, de Carl Ludvig Engel à Alvar Aalto, avaient élaboré des plans d'implantation pour les quartiers de Kluuvi et Töölönlahti.
Dans les années 1980, le Musée municipal d'Helsinki et la Direction des musées de Finlande ont clarifié l'importance des bâtiments : le musée de la ville a soutenu la préservation de l'ensemble des entrepôts, tandis que la Direction des musées de Finlande a proposé que la préservation des bâtiments soit considérée comme un objectif, un point de départ des projets de modification de la zone.
Les entrepôts ont été décrits à plusieurs reprises dans divers écrits comme étant délabrés, et sur les photographies, ils étaient souvent montrés de façon péjorative par rapport au Palais du Parlement de Finlande.
Au début des années 1990, le cabinet d'architectes Kouvo & Partanen a proposé le terrain où se trouvaient les entrepôts parmi les emplacements possibles de la Maison de la musique d'Helsinki.
Déjà à cette époque, Makasiinipuisto était également prévu, où une partie des entrepôts aurait été préservée.
En 1991, le Comité de la Culture d'Helsinki a proposé de rénover plusieurs bâtiments, tels que le Palais du tennis et le Palais de verre, à des fins culturelles.
Toutefois, les entrepôts n'ont pas été mentionnés, même si la commission a déclaré que « la planification de la zone de Töölönlahti doit partir des besoins de la population ».
Dans la proposition de plan de 1996, la Maison de la musique était située en partie à l'emplacement des entrepôts, ce que le conseil municipal soutiendra un an plus tard.
Les entrepôts ne figuraient pas sur la liste des bâtiments ferroviaires protégés en Finlande, établie par l'la Direction des musées de Finlande en 1998.
Selon Mikko Härö, qui a étudié la valeur culturelle et historique des entrepôts, la raison en était que la protection avait été évoquée trop tard. Les négociations étaient déjà à un stade avancé et « les entrepôts) ne voulaient pas mettre en péril le reste du projet ».
Mikko Härö décrit les entrepôts comme typiques de leur époque, les plus purs représentants de l'architecture ferroviaire.
Selon lui, l'architecture doit être appréciée à tous ses niveaux et la protection des entrepôts aurait déjà été justifiée car les entrepôts ont été les plus importants de Finlande pendant une centaine d'années.
En 1998, l'agence d'urbanisme d'Helsinki a installé une baraque d'information à proximité des entrepôts, où des documents du projet étaient présentés et où les commentaires des citoyens étaient recueillis.
Afin de préserver les entrepôts, le mouvement citoyen Pro Makasiinit a été fondé, et une pétition citoyenne défendant les entrepôts a été signée par 42 000 personnes,,.
Avant les élections municipales du dimanche 17 septembre 2000, environ 7 000 personnes ont formé une chaîne autour des entrepôts pour exiger leur restauration.
La chaine humaine faisait partie d'un festival gratuit organisé le soir même dans les entrepôts, où artistes et musiciens se produisaient pour la préservation des entrepôts.
La Ligue verte, baptisée « parti de l'entrepôt », a remporté une victoire électorale aux élections municipales de 2000 appelées « élections de l'entrepôt » et est devenue le deuxième plus grand parti à Helsinki, après le Parti social-démocrate de Finlande,.
Le conseil municipal d'Helsinki s'est réuni pour décider du plan du site de Töölönlahti le 27 février 2002. Les manifestants s'étaient rassemblés sur la place du Sénat pour s'opposer à la démolition des entrepôts. L'événement a également suscité l'intérêt des médias. Helsingin Sanomat a par exemple retransmis la réunion en direct sur Internet.
A la salle de concert Tavastia, les musiciens ont organisé un concert de soutien.
Cependant, l'aménagement de la gare et le démantèlement des entrepôts ont été approuvés par 49 voix contre 36.
La Cour administrative suprême de Finlande a rejeté les plaintes concernant le projet du site de Töölönlahti le 14 novembre 2003.

### L'après VR, marché aux puces et art (1988-2006)

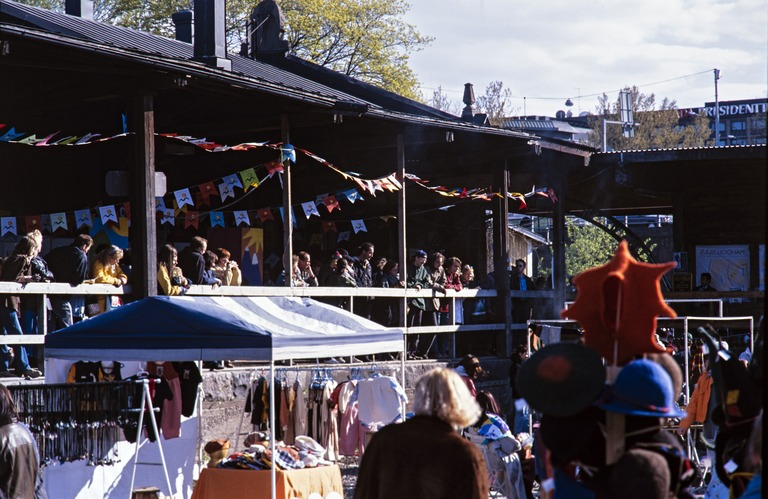
Le festival Maailma kylässä aux entrepôts en 1997.

Après VR, les propriétaires des entrepôts ont été l'agence finlandaise des infrastructures de transport et les Propriétés du Sénat.
Quand la manutention des marchandises de VR a été transférée à Pasila en 1988, les entrepôts sont restés vides.
En 1989, l'association d'artistes MUU (en) et la coopérative d'artistes Vapauden aukio emménagent dans le bâtiment à louer.
Ruohonjuuri , la Galleria Jangva, le Studio Magito (1990-2006), l'atelier métallique de Kaupunginteatteri, les ateliers de réparation de vélos Ekobike et Greenbike et le restaurant Bar Alahuone (2000-2002) se sont également installés dans les locaux .
Dans les années 1990, les entrepôts étaient connus sous le nom de marché aux puces de VR, plus précisément appelés Marskin kirpputori, gérés par Magito Oy.
À son apogée, il y avait 235 points de vente et 8 000 à 12 000 visiteurs par jour,,,.
De grands événements ont eu lieu dans la cour, comme des fêtes médiévales, une compétition de snowboard, le gala de remise des prix de la chaîne de télévision et le festival  Tuska , tandis que dans les intérieurs ont eu lieu les festivals de bande dessinée d'Helsinki (en), des spectacles de cirques et des défilés de mode .
Le festival Flow a également été organisé dans des entrepôts avant de déménager à Sörnäinen.
En 2000, la Fondation de la ville culturelle a choisi les entrepôts comme point central de la Capitale européenne de la culture à Helsinki , et après cela, les beaux-arts et les arts du spectacle ont été exposés dans les entrepôts tout au long de l'année.
Dans les enquêtes et entretiens menés à l'automne 2000, il est apparu que plus de la moitié des habitants de la région d'Helsinki connaissaient les entrepôts de VR et que plus de 40 % des personnes interrogées les avaient déjà visités.

### Émeute de Vappu 2006

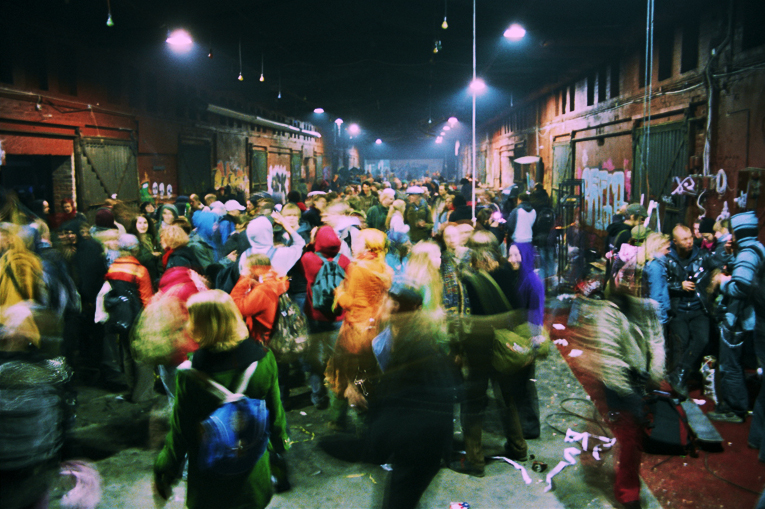
L'Euromayday la veille de la Journée internationale des travailleurs 2006.

Les entrepôts ont pris feu la nuit de la Journée internationale des travailleurs, le 30 avril 2006, lorsqu'un groupe de jeunes a allumé un feu dans la cour située entre les entrepôts. Certaines personnes présentes ont empêché les pompiers d'éteindre l'incendie et ont lancé des pierres sur les policiers. Il y avait tout au plus entre 200 et 300 jeunes, dont la plupart célébraient le 1er mai. Dans un premier temps, la foule était issue d' une manifestation en faveur du revenu de base. La police a interpellé 17 personnes sur place, dont cinq étaient toujours en garde à vue mardi 2 mai.
Le 5 mai, le tribunal de district d'Helsinki a ordonné l'emprisonnement de deux hommes en raison des événements du 1er mai.
Toutefois, selon la police, aucun d'eux n'a participé à la planification des événements.
Mardi, les pompiers ont de nouveau visité les entrepôts, alors que du papier était brûlé à l'intérieur dans un poêle en faïence avec les trappes fermées.

### Incendie et démolition des entrepôts

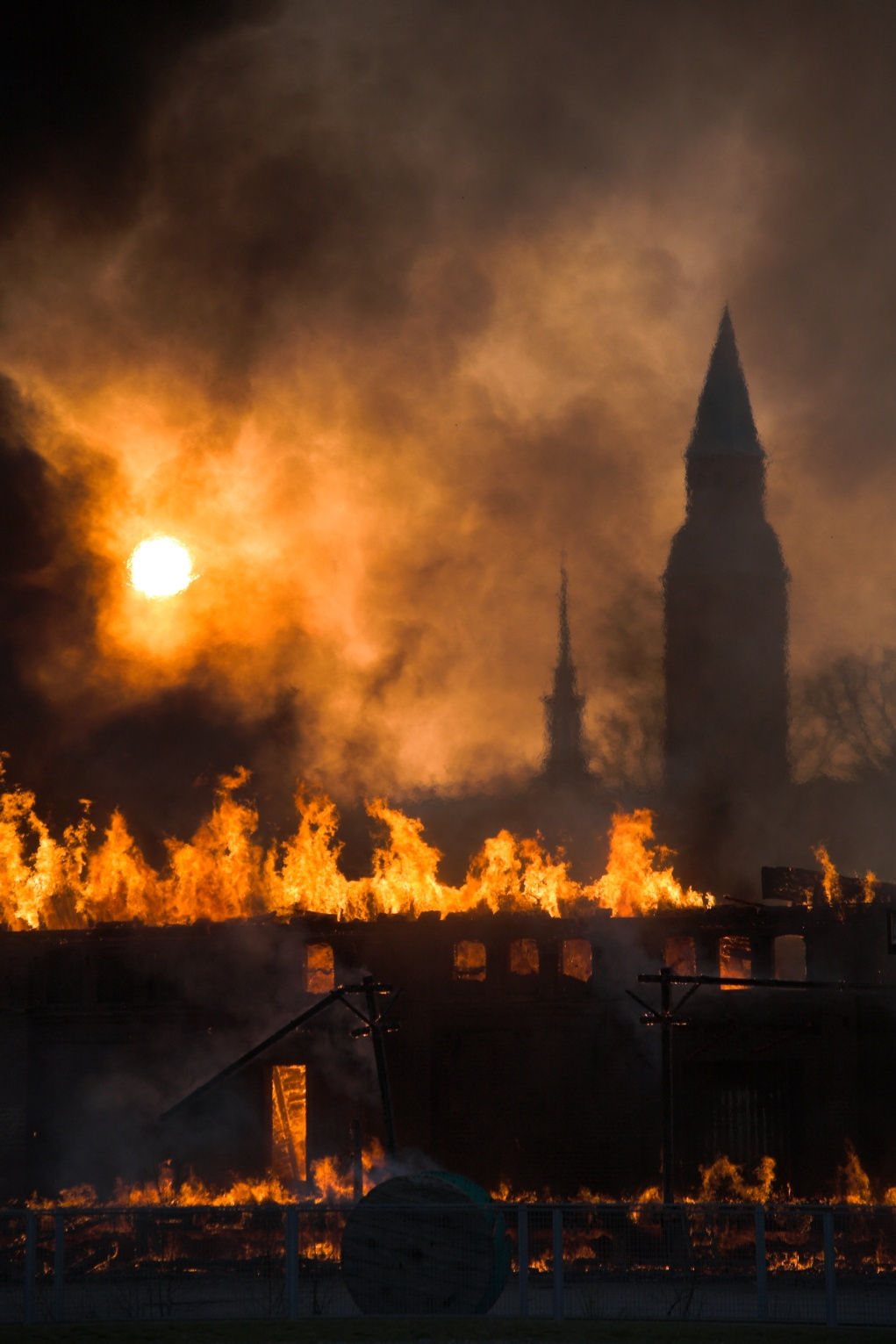
Incendie des entrepôts de VR le 5 mai 2006.

Le vendredi 5 mai 2006, l'aile sud des entrepôts prend feu. Les pompiers ont été alertés de l'incendie à 19 h 52 min 14 s, mais à l'arrivée des pompiers, le bâtiment était déjà en phase de combustion complète.
Des témoins ont raconté qu'une détonation avait été entendue depuis les entrepôts avant l'incendie.
Après cela, une légère fumée a commencé à s’élever du bâtiment.
Bientôt, des dizaines de mètres de flammes ont traversé le toit.
Le commandant des pompiers a décidé que l'incendie ne serait pas complètement éteint, mais des efforts ont été déployés pour empêcher le feu de se propager à l'aile nord et à l'extrémité préservée de l'aile sud.
Un grand nombre de personnes sont venues assister à l'incendie.
Certains bâtiments voisins ont été évacués à cause de la fumée, mais personne n'a été blessé dans l'incendie, qui a été l'un des plus importants de l'histoire d'Helsinki.
Inspirés par l'incendie, plus de petits incendies que d'habitude ont été déclenchés la nuit suivante, par exemple un bâtiment abandonné a été incendié à Hyvinkää.
La police a d'abord soupçonné que l'incendie était dû à un acte de vandalisme grave.
Cependant, les investigations ont montré que l'incendie n'avait probablement pas été déclenché intentionnellement.
Ainsi aucun liquide d'allumage d'aucune sorte n’a été utilisé dans l'incendie.
Selon les autorités, le début de l'incendie couvait plusieurs heures avant le grand incendie dans un endroit difficile d'accès.
Les gaz de combustion produits par la combustion se sont accumulés dans l'espace clos et, à la suite de leur inflammation, le bâtiment a pris feu.
Cependant, la police a continué son enquête sur l'incendie, considéré comme un cas de vandalisme aggravé.
Le commissaire du district criminel, Toivanen, a déclaré qu'il n'y avait aucun lien entre l'incendie et les émeutes du 1er mai.
Aucun suspect n'a été arrêté ou incarcéré,.
Pour enquêter sur la cause de l'incendie, la police a également utilisé une excavatrice qui a permis de réaliser une ouverture dans le mur de l'entrepôt.
Lors du nettoyage de l'entrepôt, la police a également démoli accidentellement environ 25 mètres de mur du côté nord d'un entrepôt.
La démolition des entrepôts a commencé comme prévu le lundi 8 mai, même si les enquêtes policières étaient toujours en cours.
Près de 10 000 briques venant de la démolition ont été mises en vente, et environ un millier d'entre elles ont été vendues le premier jour.
Le produit de la vente devait être reversé aux Parrains des Cliniques pour Enfants.
Environ 4 000 briques avaient été vendues en octobre, jusqu'à ce qu'on découvre que certaines d'entre elles contenaient de la créosote cancérigène.
Helsingin talosiirto Oy, qui a démantelé les entrepôts, a promis de récupérer les briques.
La ville d'Helsinki avait stocké 140 000 briques, mais elles étaient en mauvais état et contenaient du goudron de houille toxique.
Les briques ont finalement été détruites dans une usine de traitement des déchets.
Helsingin Sanomat a critiqué le fait que les jeunes militants qui sont apparus dans l'émission A-ohjelmat (fi) de Yle le 3 mai soient qualifiés de représentants des hooligans et a réfléchi aux "jugements" des médias sur l'incendie du magazine.
Par exemple, dans son éditorial du 6 mai, Iltalehti avait comparé les événements à ceux de l'Allemagne nazie et à l'incendie du Reichstag à Berlin en 1933.
L'enquête sur l'incendie a été suspendue le 29 avril 2007.
La police n'a toujours pas voulu révéler l'emplacement exact de l'incendie.
L'incendie pourrait avoir été provoqué par un mégot de cigarette, de l'électricité ou un feu d'artifice.
La maison de la musique d'Helsinki a été achevée dans les délais et a été livrée à son promoteur le 29 avril 2011.

### Projets d'utilisation (2011-2018)
Au printemps 2011, le conseil d'urbanisme a approuvé le projet de plan de site, qui a permis l'enlèvement et le démontage du panneau de protection des vestiges de l'entrepôt préservé.
Le projet de sauvegarde des entrepôts a obtenu du soutien.
À l'été 2015, l'agence de construction de la ville d'Helsinki a publié un appel d'offres pour un projet de rénovation de la partie sud de Töölönlahti.
Le concours demandait des propositions dans lesquelles les entrepôts seraient soit conservés, soit démantelés.
Les étudiants de l'Université des sciences appliquées Metropolia ont proposé un centre cycliste où les vélos pourraient être garés et entretenus.
Parmi les propositions figuraient un sauna public, un restaurant et un pavillon de danse,.
Les propositions des habitants comprenaient également un amphithéâtre , un lieu d'artisanat et un forum civique pour les débats sociaux.
Selon l'agence immobilière, aucune des utilisations prévues n'était raisonnable ou réalisable.
Les ruines de l'entrepôt étaient caractérisées, entre autres, comme un symbole du mouvement civique, un «mur des lamentations en cours de détérioration » et un « hippopotame dans le salon des citadins », 
Selon la Direction des musées de Finlande, la ruine de l'entrepôt ne valait plus la peine d'être protégée.
En juin 2016, l'agence immobilière d'Helsinki a proposé que les ruines des entrepôts délabrés soient démolies et qu'un mémorial soit construit à partir de ses parties dans le cadre du parc qui serait situé sur le site.
Parallèlement, il était prévu de construire un nouveau bâtiment d'entrepôt un peu plus au nord.
Selon les recherches, le mur de la ruine préservée n'aurait pas pu servir de mur porteur pour le nouveau bâtiment. Sa protection aurait nécessité une structure de soutènement ou de protection ou de gros travaux de démolition, de nettoyage et de reconstruction.
Selon les services techniques municipaux, les ruines avaient été mal utilisées et le mur de briques risquait de s'effondrer.
À l'automne 2016, lorsque la ruine a été utilisée comme lieu d'hébergement illégal, le bâtiment a été entouré d'une clôture et les fenêtres et les portes ont été fermées.
En décembre 2017, le conseil municipal de l'environnement a décidé de démolir définitivement les ruines de l’entrepôt.
Afin de démolir les ruines, une décision de modification du plan d'urbanisme était nécessaire pour l'ordonnance de protection du plan de situation.
Son maintien aurait été considéré comme limitant l'utilisation prévue de la zone.
Les travaux de démolition ont commencé en juin 2018,.
Sur le site des ruines, le parc Makasiinipuisto a été construit en face de la Bibliothèque centrale d'Helsinki Oodi,.

## Images

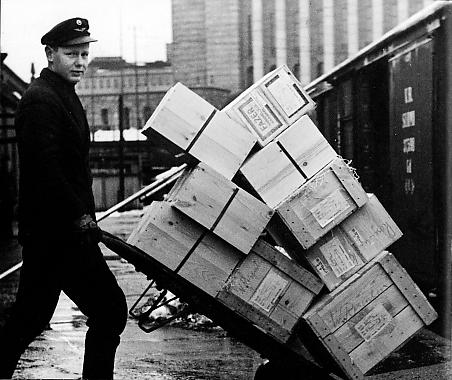
Un ouvrier chargeant un train en 1937.
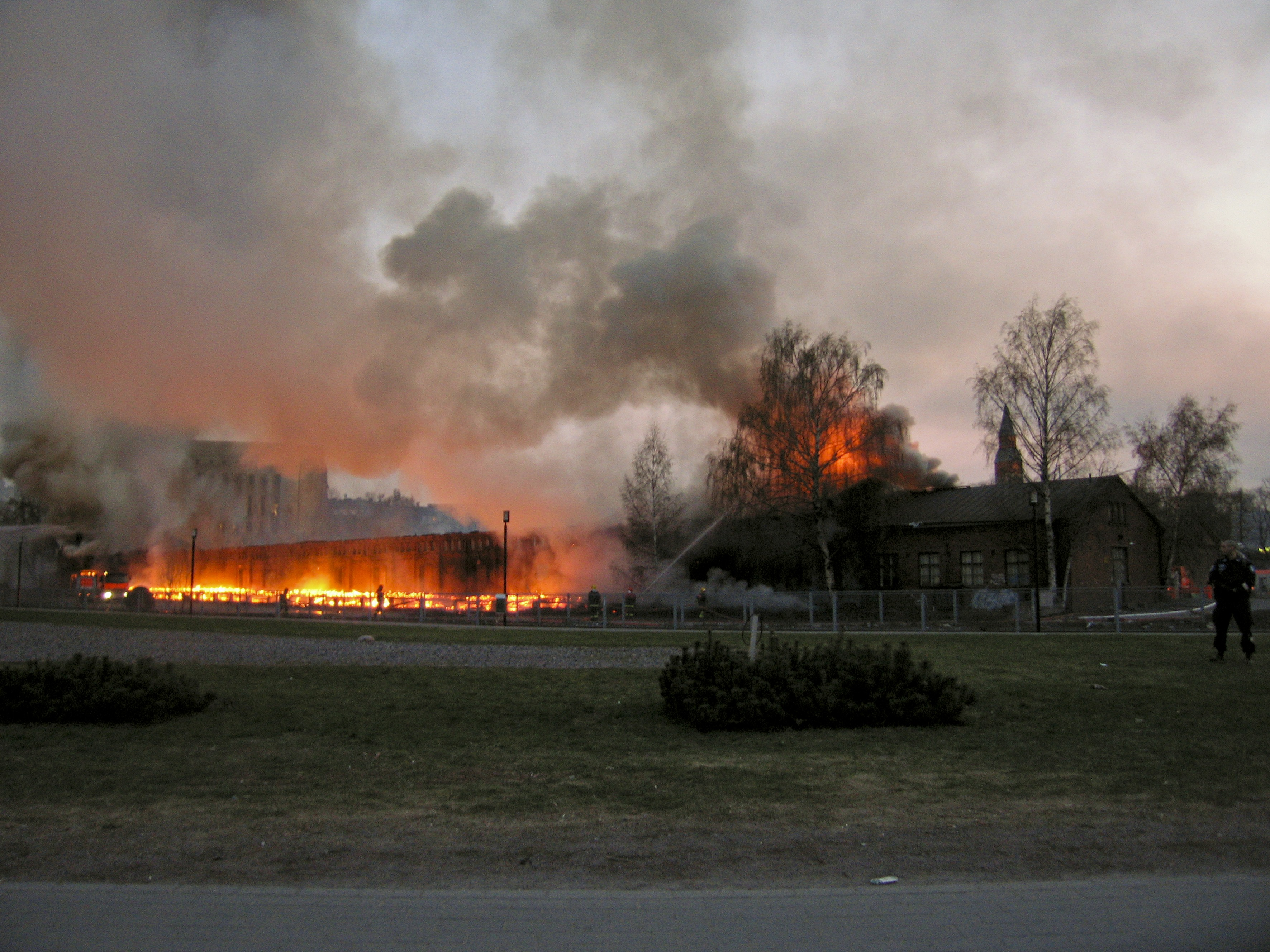
L'incendie est éteint le 5 mai 2006.
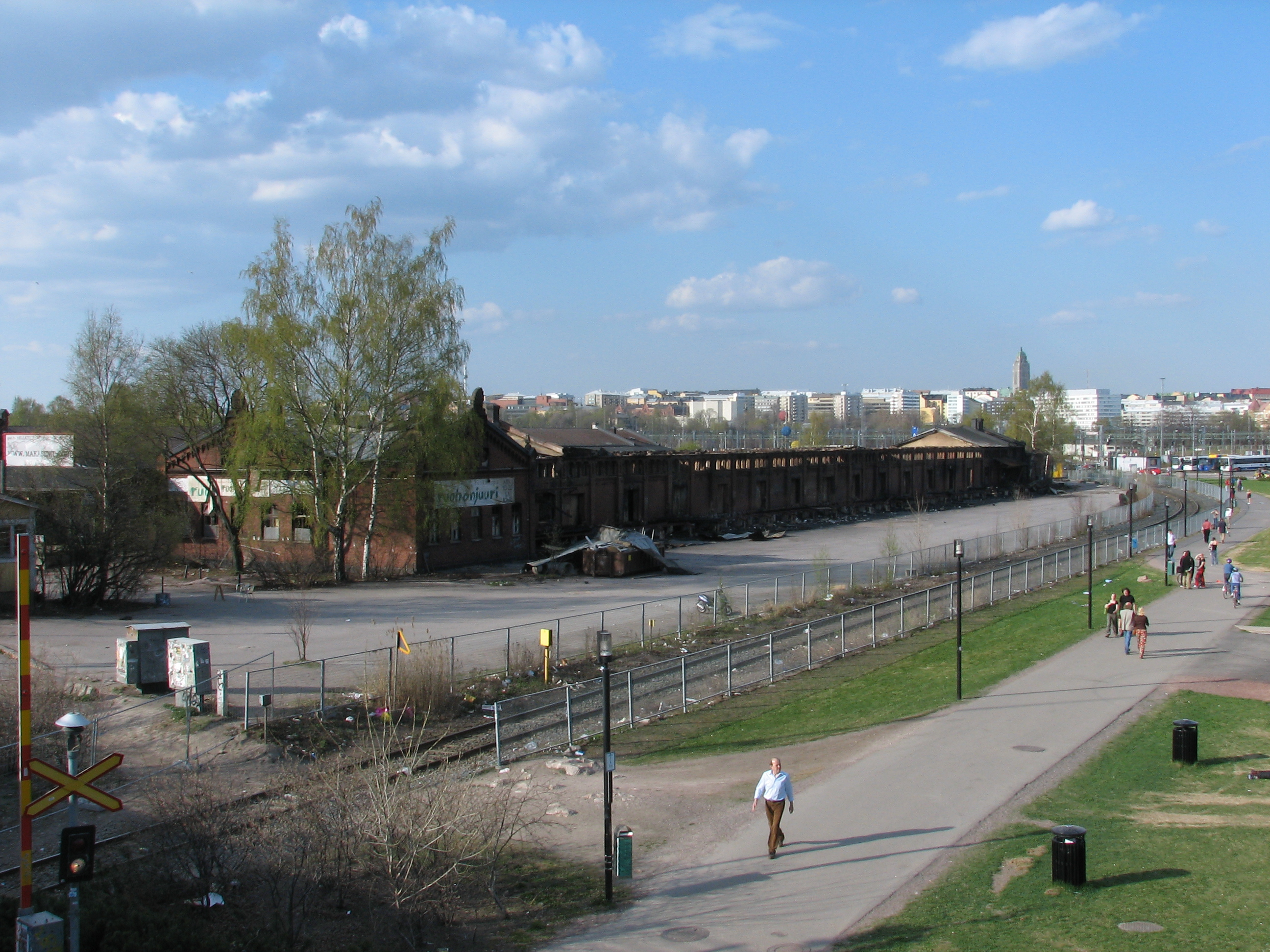
Deux jours après l'incendie. Au premier plan se trouvent les rails de l’ancienne voie ferrée du port.

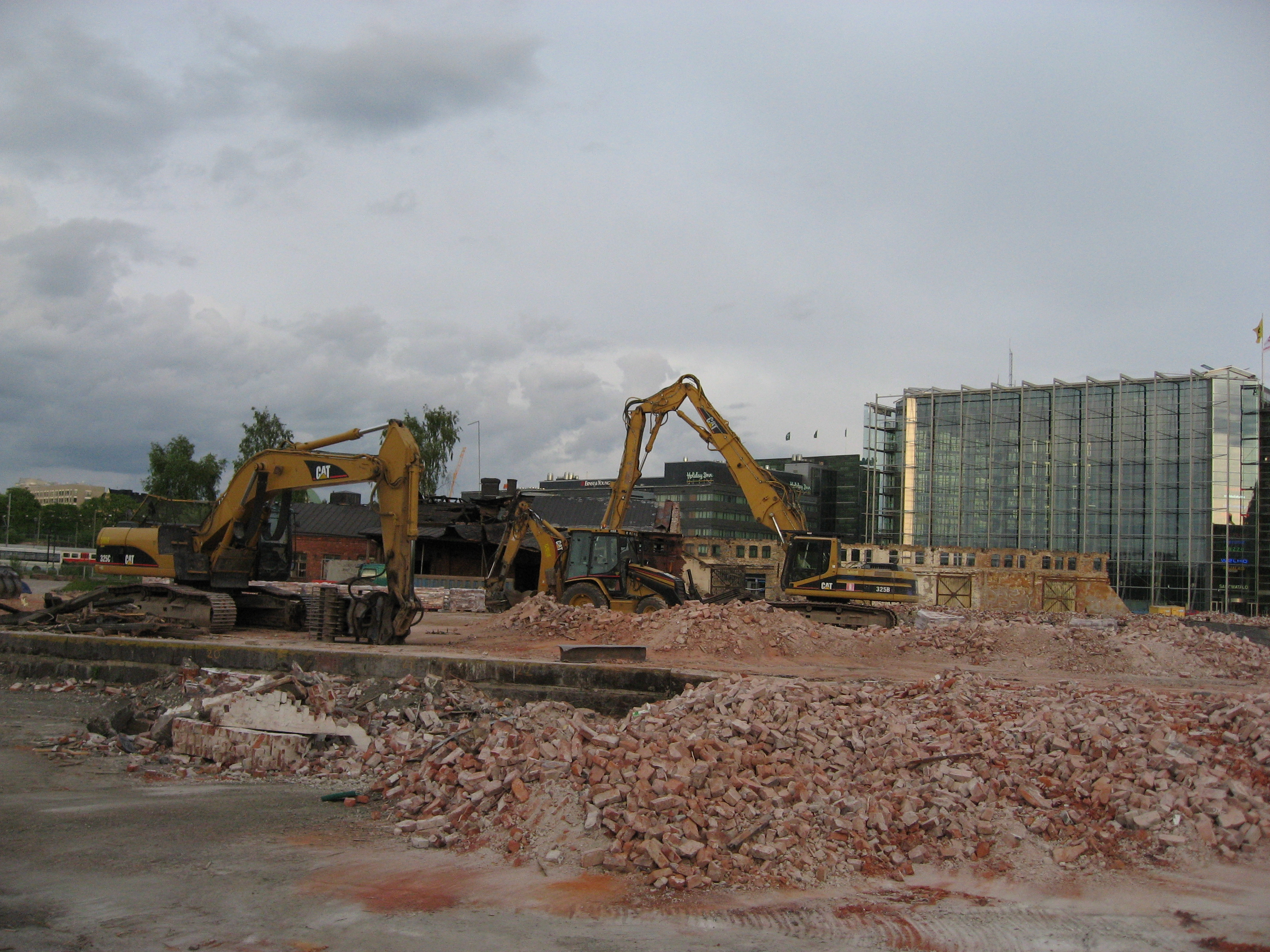
Les entrepôts ont été démontés en 2006.
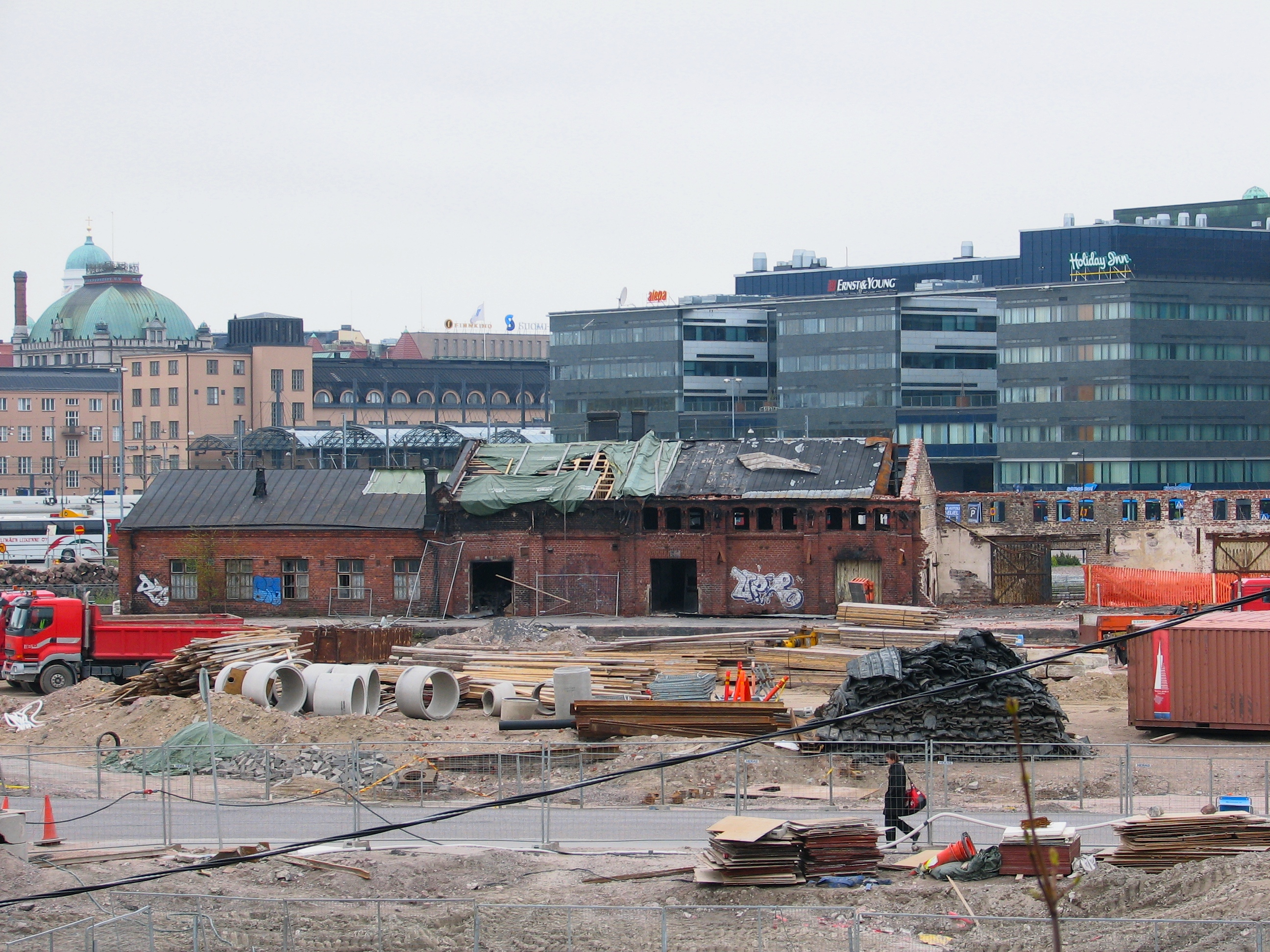
Ruines de l'entrepôt en 2007. Au premier plan  travaux de fondation de la Maison de la musique d'Helsinki.
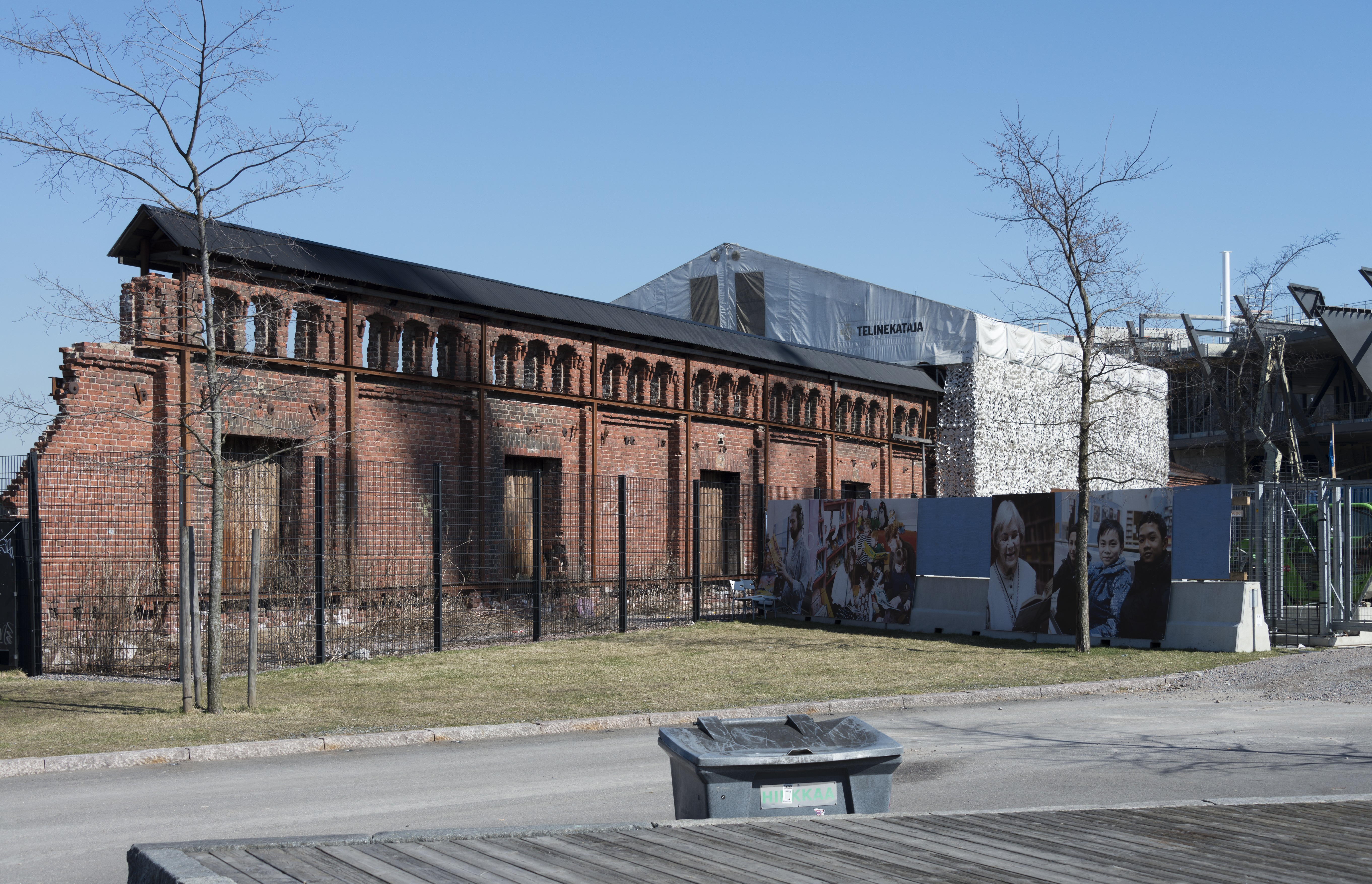
Ruines de l'entrepôt en 2017, un an avant sa démolition..